# Convolvulus galpinii
Convolvulus galpinii är en vindeväxtart som beskrevs av Charles Henry Wright. Convolvulus galpinii ingår i släktet vindor, och familjen vindeväxter. Inga underarter finns listade i Catalogue of Life.